# 三条公充
三条 公充（さんじょう きんあつ）は、江戸時代中期の公卿。左大臣・三条実治の子。官位は従二位・権大納言。三条家24代当主。東山天皇（113代）・中御門天皇（114代）の二代に亘り仕えた。

## 経歴
兄・公兼が元禄13年（1700年）に突然官位を止められたため、かわって三条家の当主として叙爵。朝廷へ出仕することとなった。以降累進して、宝永2年（1705年）に従三位となり公卿となる。
権中納言や踏歌節会外弁を経て、享保2年（1717年）に権大納言に任じられたが、享保4年（1719年）に辞職した。享保11年（1726年）、薨去。享年36。甥で公兼の子・実顕が三条家を相続した。

## 系譜
- 父：三条実治（1651-1724）
- 母：不詳
- 妻：房 - 井伊直興娘
- 生母不明の子女
  - 女子：三条実顕室